# Troll (musikgrupp)
Troll var en svensk popgrupp från Falun. Gruppen, vars medlemmar alla gick på Norslundsskolan, inledde sitt samarbete i en talangjakt på den lokala fritidsgården 1985. Man vann och gick vidare till en regionfinal där man slutade på andra plats. Gruppens genombrott kom 1989 med "Jimmy Dean" skriven av Norell Oson Bard. Gruppen slutade 1992, även om man satsade på andra plattan i Västtyskland och Nederländerna och musikvideor. Anledningen till att gruppen avvecklade sin verksamhet var att man tröttnat och därför valde att sluta.
Gruppen har även gjort en version av "Jag såg mamma kyssa tomten" som finns inkluderad på olika julsamlingsskivor.
Ingen av medlemmarna arbetar längre med musik. Gruppen återförenades 2015 i ett uppträdande på QX-galan.

## Medlemmar och sysselsättning 2010
- Annika Larsson, elevassistent[1]
- Erica Bergman (2010: Helander), museivärd[1]
- Petra Norén Dahl, studerande[1]
- Helena Caspersson, skoladministratör[1]
- Jenny Jons, konferens- och cateringansvarig[1]
- Nina Norberg (2010: Wikberg), yogainstruktör/medlemsrådgivare[1]
- Monica Blom (2010: Malm), massör/personlig assistent, akupunktör[1]

## Diskografi

### Album
- Stoppa Sabbet, utgiven under gruppnamnet Trollrock (1986)
- Troll (1989)
- Put Your Hands in the Air (1990)
- Flashback #07 (1995)

### Singlar
- "It's A Miracle" (1987)
- "Calling On Your Heart" (1988)
- "On A Kangaroo" (1988)
- "Jimmy Dean" (1989)
- "It's Serious" (1990)
- "Midsummer Night" (1990)
- "Put Your Hands In The Air" (1990)
- "The Greatest Kid In Town" (1991)

### Singel/maxi som del av gruppenThe Sylvesters
- "A Happy, Happy Year For Us All" (1990)